# Zospeum exiguum
Zospeum exiguum is een slakkensoort uit de familie van de Ellobiidae. De wetenschappelijke naam van de soort is voor het eerst geldig gepubliceerd in 1932 door Kuscer.